# Celeste (telenovela)
Celeste è una telenovela argentina del 1991, ideata da Enrique Torres e José Nicolás, diretta da Nicolás Del Boca e con protagonista l'attrice Andrea del Boca.
Tra gli interpreti principali, figurano inoltre Gustavo Bermúdez, Rodolfo Machado, Dora Baret, Germán Palacios, Arturo Maly ed Erika Wallner.
Si tratta di una delle telenovelas più controverse mai realizzate (presentandosi ben diversa dalle solite telenovelas con la classica storia d'amore), le cui trame hanno affrontato argomenti quali: l'omosessualità, l'AIDS, la necrofilia, l'infanticidio e il satanismo, facendo da capostipite a telenovele successive come Il segreto (nelle cui trame è possibile notare molteplici analogie con Celeste). A causa della messa in onda in fascia protetta, molte scene sono state censurate al momento della prima messa in onda su Rete 4, ma poi trasmesse nelle repliche successive come quella su Lady Channel (una su tutte, la scena in cui Selena invoca il demonio e successivamente si masturba).
In Argentina, è andata in onda per la prima volta da Canal 13 a partire dall'11 marzo 1991. In Italia, è stata trasmessa in prima TV da Retequattro dal settembre 1992 al 1993 ed è stata replicata da Lady Channel nel 2008, da Vero Capri nel 2012 e da Donna TV nel 2018.

## Trama[2][3]
Celeste è una ragazza povera che vive fuori città con la madre Lucia che è gravemente malata. Celeste lavora in un vivaio, dove un giorno arriva un uomo, Franco Ferrero, che cerca aiuto perché la sua automobile si è rotta. Celeste lo aiuta e Franco per ringraziarla la invita a prendere un caffè. Iniziano a conoscersi, ma senza rivelarsi i rispettivi nomi. Franco racconta a Celeste la storia di “Fratello Sole” e “Sorella Luna” e alla fine i due decidono di incontrarsi il giorno seguente per piantare insieme un albero. Il giorno dopo piantano un albero, davanti al quale si giurano che fino a quando quell'albero vivrà, vivrà anche il loro amore. 
Lucia, consapevole di non avere molto da vivere, chiede ad Alida (sorella di Leandro Ferrero, il padre di Celeste) di occuparsi della figlia dopo che sarà morta. Leandro informato da Alida che Lucia sta morendo, corre al capezzale della donna e le promette che si prenderà cura di Celeste. Il giorno del funerale della madre, Celeste non si presenta all'appuntamento che aveva preso con Franco, con il quale il giorno prima aveva fatto un patto: entrambi si sarebbero rivelati i rispettivi nomi. Franco non vedendola arrivare all'appuntamento e pensando di essere stato preso in giro, strappa l'albero che aveva piantato con lei. Alida, porta Celeste a vivere a casa di Leandro, che non avendo il coraggio di rivelare a Teresa che la ragazza è sua figlia, convince la moglie ad assumerla come domestica. Celeste inizia a lavorare a casa Visconti, dove ritroverà anche Franco. Purtroppo Celeste è costretta a sopportare i maltrattamenti di Selena, una donna perfida e cattiva, ”devota” alla sua padrona Teresa Visconti e dedita a rituali satanici, nei quali coinvolgerà anche Celeste. Enzo, uno scansafatiche che è il “preferito” della mamma, un giorno inizia a molestare pesantemente Celeste, che viene salvata dall'intervento di Franco. 
Grazie a questa circostanza i due si riavvicinano e Celeste ha così la possibilità di spiegare a Franco la ragione per cui non si era presentata all'appuntamento. La passione si accende nei due e dopo qualche tempo Celeste scopre di aspettare un bambino. Tutto sembra andare per il meglio, ma un giorno inavvertitamente Celeste, ascolta una conversazione tra Leandro e Alida, durante la quale scopre di essere la figlia dell'uomo. Celeste si sente crollare il mondo addosso poiché crede di aver avuto una relazione ”incestuosa” con il fratello. Franco, senza avere nessuna spiegazione viene respinto da Celeste, che non sa (come il resto della famiglia) che Franco ed Enzo non sono i figli di Leandro, ma di Bruno Rossetti, l'amante di Teresa. Quest'ultima ha un problema: per poter avere l'eredità di famiglia, deve avere un nipote maschio, ma la figlia Rita non ne può avere. Così, saputo che Celeste avrà un figlio maschio, escogita un piano assieme a Bruno a Rita (succube della madre) e a Daniele: fingere che Rita sia incinta. Il giorno in cui nasce il figlio di Franco e Celeste, Bruno d'accordo con Teresa, comunica ai due che il loro bambino è nato morto. 
Ma la verità è un'altra: il bambino è vivo ed è stato consegnato a Rita e Daniele. Celeste disperata per la perdita del figlio, decide di occuparsi del piccolo Augusto, che tutti credono essere il figlio di Rita e di Daniele e col trascorrere dei giorni, sente per lui un affetto "molto speciale". Nel frattempo Bruno Rossetti scopre di aver contratto l'AIDS da Sebastiano, un omosessuale con il quale in passato aveva avuto una relazione. Leandro stanco della situazione creatasi in casa, decide di parlare con Franco per rivelargli che non è il fratello di Celeste, ma Franco non gli dà neppure il tempo di iniziare, aggredendolo e chiedendogli il perché non abbia rivelato prima una verità così importante. A causa della discussione, Leandro viene colto da infarto rimanendo immobile in un letto in stato vegetale. Leandro tempo prima, aveva redatto un testamento nel quale lasciava tutti i beni della famiglia Ferrero, nelle mani delle sue due uniche figlie Rita e Celeste e aveva inoltre incaricato sua sorella Alida, di custodirne la copia originale. 
Teresa si impossessa della copia, la modifica a suo vantaggio, e un giorno decisa ad eliminare lo “scomodo” marito, urlandogli dietro tutto il suo odio, riduce in brandelli davanti agli occhi di Leandro il testamento, facendogli credere che era l'originale. Leandro viene colto da una crisi cardiaca e dopo poco muore tra le braccia di Celeste. Rita a causa dei terribili sensi di colpa per ciò che ha fatto, inizia a dare segni di squilibrio mentale, continuando a dire a Celeste che Augusto è figlio suo e di Franco. Arriva il giorno in cui l'avvocato della famiglia Ferrero apre il testamento. Mentre viene letta la copia contraffatta da Teresa, Enzo stanco di tanta cattiveria ne mostra l'originale di cui era riuscito ad impossessarsi tempo prima. 
La lettura dell'originale decreta la sconfitta di Teresa Visconti. Franco credendo che Celeste sia un'opportunista e che avesse interesse solo all'eredità, se ne va senza accettare nessuna spiegazione. Teresa apprende che Bruno ha l'AIDS ed è terrorizzata dall'idea di averlo contratto anche lei. Celeste che ha perdonato tutte le cattiverie di Teresa, cerca di aiutare la donna caduta in depressione, ma Teresa decide di suicidarsi e di eliminare anche Celeste. Selena riceve l'ordine da Teresa di preparare un tè avvelenato per lei e per Celeste, ma il tè con il veleno viene bevuto da Selena che non vuole che la sua padrona muoia, e da Daniele che proprio in quel momento era lì per caso. Entrambi muoiono. Enzo nonostante l'ostinazione di Franco, riesce a parlargli e a informarlo che lui e Celeste non sono fratelli e che Celeste lo ama più di se stessa. La verità sul piccolo Luca viene scoperta e così Celeste e Franco felici, si riprendono il loro bambino, si riconciliano e si giurano “amore eterno”.

## Sigla TV
Nell'originale argentino, la sigla è Te amo, interpretata dalla protagonista della fiction, Andrea del Boca.
Per l'edizione italiana, è stato invece utilizzato il brano Mitico amore di Antonello Venditti.

## Sequel
La telenovela ha avuto un séguito, Celeste 2 (Celeste siempre Celeste), andato in onda dal 1993.